# قناة أنفية دمعية
القَناةُ الأَنْفِيَّةُ الدَّمْعِية (بالإنجليزية: nasolacrimal duct)‏ أو أمق العين هي قناة تحمل الدموع من كيس الدمع في العين إلى تجويف الأنف. تبدأ القناة في محجر العين بين عظام الفك العلوي و العظام الدمعية، حيث تمتد إلى أسفل وإلى الخلف. تفتح القناة الأنفية الدمعية في الصِّماخُ الأَنْفِيُّ العَظْمِيُّ السُّفْلِيّ من تجويف الأنف حيث يُغطى جزئيًا بطبقة مخاطية (صمام هاسنر أو الدمعية الثنية). تتدفق الدموع الزائدة من خلال القناة الأنفية الدموية والتي تصب في الانف عبر الصماخ الأنفي السفلي.
وهذا هو السبب في أن الأنف يبدأ في السيلان عندما يبكي الشخص أو العيون الدامعة من الحساسية، ولهذا يمكن للمرء أحيانًا تذوق قطرات العين في البلعوم. للسبب نفسه عند وضع بعض قطرات العين، يُنصح غالبًا بإغلاق القناة الأنفية عن طريق الضغط عليها بإصبعين لمنع الدواء من الهروب من العين وإحداث آثار جانبية غير مرغوب فيها في أماكن أخرى من الجسم.
مثل الكيس الدمعي، تُبطن القناة بواسطة ظهارة عمودية طبقية تحتوي على خلايا كأسية لإفراز المخاط، وتحيط بها الأنسجة الضامة.

## أهمية سريرية
قد يحدث انسداد في القناة الأنفية الدمعية؛ مما يؤدي إلى تراكم الفائض من الدموع، في حالة تعرف باسم «دماع». يمكن أن يسبب الانسداد الخلقي إلى حدوث تمدد كيسي للقناة ويسمى «قيلة كيسة الدمع». يمكن تزويد الأشخاص الذين يعانون من جفاف العين بسدادة دمعية تُغلِق القنوات للحد من كمية تصريف السوائل والحفاظ على الرطوبة.
أثناء عدوى الأذن، قد يصب المخاط الزائد من خلال القناة الأنفية الدمعية بطريقة معاكسة.
ويسمى النفق الذي تمر عبره القناة الأنفية الدمعية بـ «النفق الأنفي الدمعي».
في البشر، تميل القنوات الدمعية لدى الذكور إلى أن تكون أكبر من تلك الموجودة لدى الإناث.

## صور إضافية

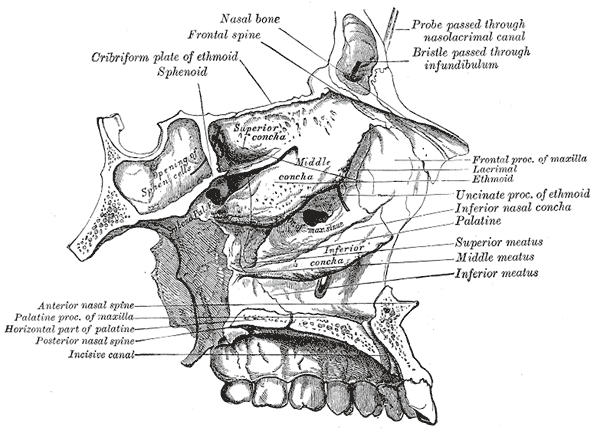
الجدار الجانبي لتجويف الأنف الأيسر.

## روابط خارجية
- شكل تشريحي: 33:04-09 على موقع مركز سوني دونستات الطبي (تشريح بشري عبر الإنترنت).
- درسٌ تشريحي حول lesson9 مُعدٌ بواسطة ويسلي نورمان (جامعة جورجتاون).